# Tordaszentlászlói Kalotaszegi Tájmúzeum
A Tordaszentlászlói Kalotaszegi Tájmúzeum 2007 óta bejegyzett, jogilag önálló intézmény, magyar közgyűjtemény, melynek célja a mai Kalotaszeg 41, többségében magyar református településének néprajzi, helytörténeti és művészeti anyagát összegyűjteni, időszakosan/állandóan kiállítani, népszerűsíteni illetve a tudományos kutatás szolgálatába állítani. A gyűjtemény gondozására és gyarapítására személyi adományokból illetve az Illyés Közalapítvány, később az Eurotrans Alapítvány és a Communitas Alapítvány évenkénti szerény támogatásából befolyó összegek állnak rendelkezésre. A parasztportán működő Tájmúzeum 1995 óta a különböző országokból érkező érdeklődők, átutazók, a kalotaszegi és más régiók iskoláinak diákjai számára szolgál értékes ismeretanyaggal.

## Története
A gyűjtemény és kiállítás megszervezésének ötlete 1967-ben érett cselekvéssé. Az akkoriban rendszeres képzőművészeti kiállítások mintájára lakásbelső-kiállítások szervezését találta ki a gyűjtemény kezdeményezője. Ekkoriban kezdték átalakítani Tordaszentlászlón is a lakások, porták hagyományos szerkezetét, és ekkoriban vetik le mind a hétköznapi, mind az ünnepi viseletet. A kiállítás egyik célkitűzése példázni, hogy a modern polgárias lakásbelsőben is helye van a népművészet termékeinek, modellként akart szolgálni a kézimunkák új térben való díszítő szerepének megtartásához.
Egy másik mozgalom szintén Boldizsár Zeyk Imre helybeli igazgató-tanár nevéhez fűződik. Diákjai számára Néprajz-, Népköltészet és Helytörténet Kört szervezett, amely révén folklór- és más kisebb gyűjtéseket végeztetett, a gyűjtéseket tárgyleírással, rajzokkal, lehetőség szerint fényképekkel gazdagították, illetve 4 „tudományos ülésszak” (1979, 1981, 1984, 1986) keretein belül előadták és füzetekben összegezték. Ezekben a gyűjtésekben tordaszentlászlói, magyarfenesi, magyarlétai diákok vettek részt elsősorban, néhány néprajzi–népköltészeti gyűjtés Magyarlónáról is született.
A diákok által készített dolgozatok, leírások alapján kéthetente cserélődő lakásbelső kiállításokat állítottak össze, amelyeket a vasárnap délelőtti istentisztelet után nyitottak meg és amelyek akkoriban nagy népszerűségnek örvendtek.
A komolyabb gyűjtemény kialakulásában szerepet játszott az a felkérés, amellyel az Erdélyi Történeti Múzeum akkori munkatársai keresték meg Boldizsár tanár urat. A Múzeum a falu és vidék népművészeti és helytörténeti anyagát bemutató vándorkiállítás szervezésére kerestek lehetőséget. A Művelődési Ház keretében valósulhatott meg az újabb népszerű kiállítás Tordaszentlászló, Magyarfenes, Magyarléta, Kisfenes, Hesdát, Sztolna anyagából.
A kiállítás népszerűsége táplálta az állandó kiállítás megvalósításának ötletét. A Művelődési Ház tetőterében sikerült egy termet találni, a bútorzat (a kiállításhoz megfelelő üveges szekrények és asztalok) Gyulai Pál, az Erdélyi Történeti Múzeum munkatársának jóvoltából ingyen került a szervezők birtokába, mindössze hazaszállításukat kellett megoldani. Miután ily módon a körülmények adottak voltak, megkezdődhetett a tárgyi gyűjtés: ebben is a Néprajz-, Népköltészet és Helytörténet Kör diákjai jártak élen. Kérdőívekkel, gyűjtőfüzetekkel jártak a diákok, feladatuk a tárgy begyűjtése mellett annak leírása, lerajzolása/lefényképezése volt, és megfelelő gyűjtés esetén a magyar nyelv és irodalom tantárgyból kapott 10-essel ismerték el munkáját, ezzel egyben mozgósítva azokat a diákokat is, akiknek a tantervi elvárásoknak való megfelelés nehézséget okozott.
Az ily módon összeállt kiállítás lett a falumúzeum gyűjteményének alapja. Pontos leltárok és lajstromok készültek az adományozó/gyűjtő nevével illetve a kérdőív adataival. Az ekkor már Falumúzeum néven működő gyűjtemény is nagy látogatottságnak örvendhetett. Közben az Erdélyi Történeti Múzeum folytonosan figyelte a gyűjtemény alakulását, sőt, felszólította Boldizsár Zeyk Imrét, hogy a meglevő anyagot megőrzés végett adja át a Múzeumnak, ő azonban erre nem volt hajlandó, sokkal célszerűbbnek látta a gyűjtemény helyben tartását. Hogy ez megvalósulhasson, a helybeli általános iskola didaktikai segédanyagává nyilvánították.
A gyűjtemény történetében nagy változást hozott az 1995-ös év, amikor az Illyés Közalapítvány anyagi támogatásával Boldizsár Zeyk Imre és Szőke Zoltán helybeli lelkész megvásárolta a Pap utca 365. szám alatti kalotaszegi parasztportát néhai Gebefügi Ferencz és neje örököseitől. Ezzel nagyjából egyidőben alakult Tordaszentlászlón Teleház, amely a Művelődési Ház akkor a gyűjtemény által elfoglalt termét kapta, így a gyűjteménynek ki kellett költöznie innen, és a még erre nem alkalmas parasztházban helyezték el. A költözködés során számos tárgy megsérült, néhány el is tűnt.
A millecentenárium jó alkalomnak kínálkozott a gyűjtemény most már Tájmúzeumként való bemutatására a felújított, eredeti stílusába visszaállított épületekben (lakóház, sütőház, gabonás). A telekegyüttes tulajdonosa a Tordaszentlászlói Református Egyházközség, létét ezzel a döntéssel függetleníteni akarták bármiféle önkormányzati „hatalmi” kérdésektől. Bár terv szintjén hosszabb ideig foglalkoztatta a gyűjtemény gondozóit a két szomszédos porta megvásárlása is, de erre nem sikerült támogatást szerezni. Bár az épületek ma is viszonylag jó állapotban vannak, külsejük eredeti stílusban pompázik, a nem rendeltetésszerű használat (építőanyag-lerakat) folytonosan árt az épületek külsejének és szerkezetének.
Jelenleg a Tájmúzeum 332 darab többé-kevésbé értékes tárggyal rendelkezik. A gyűjtemény nagyobb részét a Tordaszentlászlón vásárolt tárgyak jelentik, de számos más település – elsősorban olyanok, amelyek a néprajzi gyűjtések fókuszpontjain kívül estek – tárgyi kincséből is fel tud mutatni, így például értékes viseletanyag gyűlt Kajántóról, Kiskapusról, Magyarlónáról, Magyargyerőmonostorról, Bánffyhunyadról, Magyarvistából, Györgyfalváról, Magyarókerekéből, Inaktelkéről, a népi fazekasság termékei Alsójárából, bútor Türéből, népköltészeti forrásanyag Bogártelkéről stb. Ezen települések listája is tükrözi a Múzeum azon törekvését, hogy az elhanyagolt peremterület anyaga is ismertetésre, feldolgozásra kerülhessen. Másik fontos célkitűzés az évente államvizsgadolgozatukhoz témát illetve segítséget kereső egyetemi hallgatók munkájának támogatása, megkönnyítése.
A Tájmúzeum épp folyamatban levő kutatása Kalotaszeg néhány településének magyar vonatkozású épített örökségével foglalkozik, a cél a fellelhető épületek, kapuk stb megörökítése digitális képek formájában, illetve az építés technikai adatainak rögzítése, az épített örökség felleltározása. Hosszabb távú tervek: fototéka, fonotéka és videotéka megszervezése, rendszerezése, hozzáférhetővé tétele, emellett a portán a hiányzó gazdasági épületek rekonstruálása, ezáltal a telekegyüttes egésszé tétele valamint mezőgazdasági eszközök kiállításának lehetővé tétele.

## Külső hivatkozások
- www.museum.hu
- A Tordaszentlászlói Kalotaszegi Tájmúzeum adatlapja a Kriza János Néprajzi Társaság Digitális múzeumtárában (magyarul)